# Fäktning vid olympiska sommarspelen 1932
Vid olympiska sommarspelen 1932 i Los Angeles avgjordes sju grenar i fäktning, sex för män och en för kvinnor, och tävlingarna hölls mellan 31 juli och 13 augusti 1932 på 160:e Infanteriregementets regementsområde. Antalet deltagare var 109 tävlande från 16 länder.

## Medaljfördelning
| Medaljfördelning |                |      |        |       |        |
| Placering        | Nation         | Guld | Silver | Brons | Totalt |
| 1                | Italien        | 2    | 4      | 2     | 8      |
| 2                | Frankrike      | 2    | 1      | 0     | 3      |
| 3                | Ungern         | 2    | 0      | 2     | 4      |
| 4                | Österrike      | 1    | 0      | 0     | 1      |
| 5                | USA            | 0    | 1      | 2     | 3      |
| 6                | Storbritannien | 0    | 1      | 0     | 1      |
| 7                | Polen          | 0    | 0      | 1     | 1      |

## Medaljörer

### Herrar
| Gren                    | Guld | Silver | Brons |
| Värja Detaljer...       | Giancarlo Cornaggia Medici · Italien                                                                                 | Georges Buchard · Frankrike                                                                                       | Carlo Agostoni · Italien |
| Värja lag Detaljer...   | Frankrike · Fernand Jourdant · Bernard Schmetz · Georges Tainturier · Georges Buchard · Jean Piot · Philippe Cattiau | Italien · Saverio Ragno · Giancarlo Cornaggia Medici · Franco Riccardi · Carlo Agostoni · Renzo Minoli            | USA · George Charles Calnan · Gustave Marinius Heiss · Frank Righeimer · Tracy Jaeckel · Curtis Shears · Miguel de Capriles      |
| Florett Detaljer...     | Gustavo Marzi · Italien                                                                                              | Joseph Levis · USA                                                                                                | Giulio Gaudini · Italien |
| Florett lag Detaljer... | Frankrike · Edward Gardère · René Bondoux · René Bougnol · René Lemoine · Philippe Cattiau · Jean Piot               | Italien · Giulio Gaudini · Gustavo Marzi · Ugo Pignotti · Gioachino Guaragna · Rodolfo Terlizzi · Giorgio Pessina | USA · George Charles Calnan · Richard Clarke Steere · Joseph Levis · Dernell Every · Hugh Vincent Alessandroni · Frank Righeimer |
| Sabel Detaljer...       | György Piller · Ungern                                                                                               | Giulio Gaudini · Italien                                                                                          | Endre Kabos · Ungern |
| Sabel lag Detaljer...   | Ungern · Endre Kabos · Attila Petschauer · Ernő Nagy · Gyula Glykais · György Piller · Aladár Gerevich               | Italien · Gustavo Marzi · Giulio Gaudini · Renato Anselmi · Emilio Salafia · Arturo De Vecchi · Ugo Pignotti      | Polen · Tadeusz Friedrich · Marian Suski · Władysław Dobrowolski · Władysław Segda · Leszek Lubicz · Adam Papée                  |

### Damer
| Gren                | Guld                    | Silver                         | Brons               |
| Florett Detaljer... | Ellen Preis · Österrike | Judy Guinness · Storbritannien | Erna Bogen · Ungern |

## Deltagande nationer
Totalt deltog 109 fäktare (92 män och 17 kvinnor) från 16 länder vid de olympiska spelen 1932 i Los Angeles.
| | |  |
| - Argentina (5) - Belgien (7) - Danmark (7) - Frankrike (11) - Italien (14) - Kanada (6) - Mexiko (10) - Nederländerna (2) | - Polen (6) - Schweiz (1) - Storbritannien (3) - Sverige (3) - Tyskland (2) - Ungern (10) - USA (21) - Österrike (1) |  |